# Vanzaghello
Vanzaghello là một đô thị ở tỉnh Milano, vùng Lombardia của Italia, khoảng 35 km về phía tây bắc của Milano. Tại thời điểm ngày 31 tháng 12 năm 2004, đô thị này có dân số 5.065 người và diện tích là 5,5 km².
Vanzaghello giáp các đô thị: Samarate, Lonate Pozzolo, Magnago, Castano Primo.